# Langold
Langold är en by i Nottinghamshire i England. Byn ligger 46,1 km från Nottingham. Orten har 2 533 invånare (2001).